# Aquaplaning

Příklad tvorby aquaplaningu

Aquaplaning (česky též akvaplanink) je jev, ke kterému dochází při zvýšené rychlosti vozidla na mokré vozovce. Jev se dá definovat jako ztráta přilnavosti pneumatiky k vozovce vlivem vody, která se dostala mezi pneumatiku a vozovku. Pneumatika se tedy nedotýká vozovky, ale vodního klínu, který se vlivem špatného odvádění vody vytvořil. Tím dochází ke snížení ovladatelnosti vozidla, která může vyústit ve vážnou nehodu.
Vznik aquaplaningu způsobují tři hlavní faktory: rychlost vozidla, množství vody na vozovce a typ a hloubka dezénu pneumatiky. K aquaplaningu dochází ve chvíli, kdy drážky dezénu pneumatiky nestačí odvádět dostatečné množství vody mimo oblast styku pneumatiky s vozovkou. Při nedostatečné hloubce dezénu pneumatiky, zvyšování rychlosti vozidla nebo zvyšování hladiny vodního sloupce se voda nestačí odvádět pryč a mezi pneumatikou a vozovkou vznikne souvislá vrstva vody.
Smyk nebo problémy při brzdění mohou nastat i bez aquaplaningu, protože za mokra mají pneumatiky vždy menší přilnavost než na suché vozovce.

## Prevence aquaplaningu
- zvýšená pozornost na jakoukoliv hlubokou vodu, kaluže, koleje vyjeté kamiony, na strouhy napříč vozovkou po prudkém dešti
- pravidelně sledovat stopy vašeho automobilu ve zpětném zrcátku
- zřetelnější a trvanlivější stopy pneumatik značí bezpečný povrch
- stopy rychle se plnící vodou a ztrácející se, značí snížení kontaktní plochy pneumatiky a vozovky
- pokud se projevují silnější rázy do volantu, dostává se vodní klín mezi pneumatiku a vozovku
- při vznikajícím aquaplaningu je nevhodné brzdit a točit volantem – kola musí zůstat v přímém směru a být nebrzděná, v opačném případě hrozí smyk a následné roztočení vozidla [1]
- optimální je při vznikajícím aquaplaningu povolit pedál plynu a sešlápnout spojku pro uvolnění hnacích kol – vznikající vodní klín začne vozidlo zpomalovat a obnoví se původní kontakt pneumatik s vozovkou